# ГЕС-ГАЕС Letten
ГЕС-ГАЕС Letten — гідроелектростанція у південній Швеції. Використовує ресурс із річки Letten, яка впадає праворуч до Кларельвен (тече переважно у південному напрямку до впадіння в місті Карлстад у найбільше на Скандинавському півострові озеро Венерн).
Для роботи станції на Letten спорудили водосховище з площею поверхні 15,5 км2 та об'ємом 160 млн м3, яке утримують дві греблі — Богаранс висотою 13 метрів та довжиною 2100 метрів і Летфорс висотою 22 метри та довжиною 700 метрів. Враховуючи не дуже великий власний водозбірний басейн, воно поповнюється також в режимі гідроакумуляції за рахунок відбору ресурсу з річки Кларельвен, передусім коли відбувається скидання надлишкової води через греблю ГЕС Höljes. Це дозволяє не тільки запасти енергію для роботи станції Letten, але й збільшує виробіток на восьми розташованих нижче станціях каскаду Кларельвен. Всього у сховищі Letten можливе накопичення еквівалента 72 млн кВт·год, при цьому втрати у гідроакумулювальному циклі становлять 25 %.
Машинний зал станції облаштували неподалік верхнього резервуара в підземному виконанні, при цьому доступ персоналу до нього здійснюється через тунель довжиною 0,6 км. У залі встановлено два гідроагрегати загальною потужністю 36 МВт, кожен з яких включає приєднані до мотор-генератора турбіну та насос. Обладнання ГЕС працює з напором у 191 метр, а річна виробітка становить 65 млн кВт·год.
Верхній та нижній резервуари (озеро Letten та Кларельвен відповідно) з'єднує тунель довжиною 5 км з двостороннім рухом води, напрямок якого залежить від режиму роботи станції.